# Brug 2246
Brug 2246 is een bouwkundig kunstwerk in Amsterdam-Noord.
Hier lag eeuwenlang een agrarisch gebied ten noorden van de nog kleine kern van Amsterdam-Noord. Al in de jaren dertig is op foto’s te zien dat hier (een voorloper van) de Nieuwe Leeuwarderweg loopt. Het is dan een grijze strook in het groene landschap. Eerste teken dat Amsterdam vanaf het zuiden oprukt is de aanleg van de Noorderbegraafplaats in de jaren dertig; dan nog ver van de stad verwijderd. De stadsbebouwing bleef uitdijen en bereikte eind jaren zestig deze plek, althans aan de oostkant van de weg. Aan de westkant bleef het tot in de jaren negentig groen gebied met speelplaats en tuinhuisjescomplex. 
Een van de grootste wijzigingen in het gebied is de komst van de Rijksweg 10 in 1990; die krijgt eerst een halve aansluiting en vervolgens een gehele ongelijkvloerse kruising met de Nieuwe Leeuwaarderweg. Toch is het nog niet gedaan met de bouw in dit gebied. In de jaren nul wordt plaatselijk begonnen met de aanleg van wat het eindpunt van de Noord/Zuidlijn moet worden. Ter plaatse wordt gekozen voor de bouw van metrostation met naar het noorden een opstelterrein. De komst van de nieuwe woonwijken en het station met opstelterrein zorgen ervoor dat er waterbouwkundig en verkeerstechnisch een ingreep moet plaatsvinden. De twee woonwijken aan weerszijden moeten op beide gebieden aansluiting met elkaar krijgen; hetgeen betekent dat enerzijds de Jan Herman van Heekweg vanuit het oosten een onderdoorgang krijgt en een aansluiting op de kade van de Elzenhagensingel. Anderzijds wordt er een waterweg gegraven tussen de ringsloten rondom Buikslotermeer en die van Elzenhagen-Noord. Beide stromen worden overspannen door een nieuw gebouwd viaduct. In 2009 in de ruwbouw klaar en rijdt er verkeer overheen. Het bouwwerk heeft een zus in brug 932. Het grote viaduct wordt terzijde gestaan door twee voet- en fietsbruggen Brug 2472 en brug 2473. Het viaduct kreeg geluidsschermen met een hederamotief, zoals meerdere viaducten en bruggen die in dezelfde periode over de Nieuwe Leeuwarderweg werden gebouwd, zoals de Hederabrug.  